# 鄭天寿

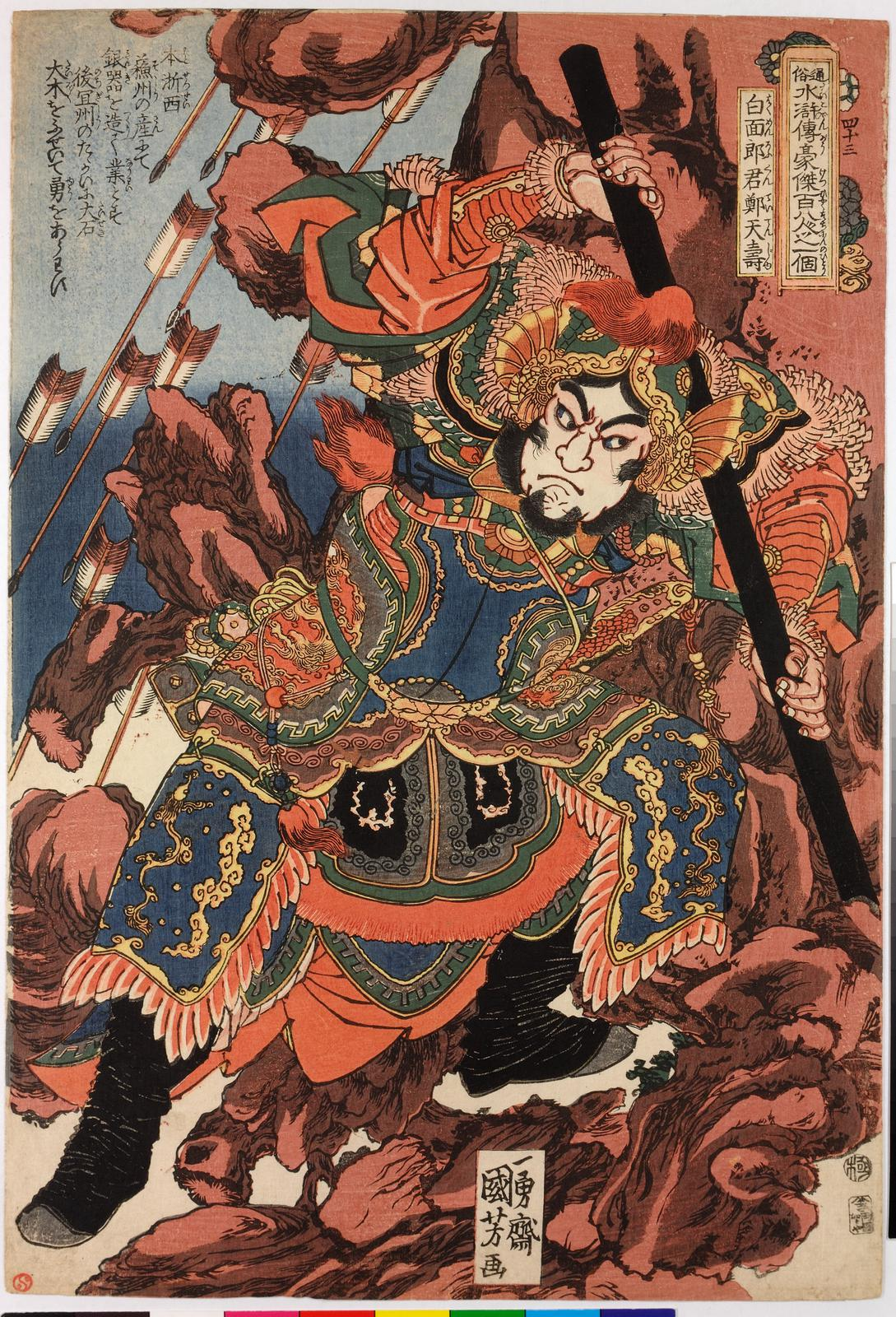
鄭天寿

鄭 天寿（てい てんじゅ）は、中国の小説で四大奇書の一つである『水滸伝』の登場人物。
梁山泊第七十四位の好漢。地異星の生まれ変わり。渾名は白面郎君（はくめんろうくん）で、すらりと背の高い色白の瀟洒な美青年であったことに由来する。燕青と並ぶ梁山泊でも屈指の色男であるが、容姿を武器に活躍する場面は無く、山賊にしては大人しい性格である。朴刀の使い手だが、梁山泊では中位の実力である王英と互角程度の腕であるため、戦場で活躍する場面もほとんどなく、梁山泊入山後は目立たなくなる。

## 生涯
蘇州の出身である鄭天寿は、もとは銀細工師であったが武芸好きであった。家が没落し、各地を放浪していたが清風山で王英らに襲撃され、これと互角の勝負を繰り広げた腕を、首領の燕順に買われ、賊に身を投じた。ある年の暮れ、ひょんなことから、天下に名高い義士で、罪を犯して逃亡中の宋江と出会い、客人として丁重にもてなした。数日後、女好きの王英が一人の婦人とその侍女を捕まえた。それは麓の清風塞の長官で悪徳官吏・劉高の妻だった。王英は女を気に入り、無理やり自分の女房にしようとしたが、宋江は解放してやるように諌めたので、鄭天寿、燕順もそれに同調、王英は渋々二人を解放した。数日後、宋江も山を離れて清風塞の副長官・花栄を訪ねていった。
しかし、一月も経たないうちに燕順たちの下に信じられない知らせが飛び込んできた。あの劉高の妻が、恩知らずにも山賊の首領として宋江を夫に訴え、それをかばった花栄とともに、兵馬都監・黄信に捕らえられ、青州府に連行されているのだという。鄭天寿たちは慌てて護送隊一行を待ち伏せて襲撃し、燕順・王英と3人がかりで黄信に挑みこれを撃退、宋江と花栄を奪還した。さらに攻め寄せてきた黄信の上司、秦明を地形を利用した戦法で翻弄し、仲間に引き込んだ。さらに自身の非を認めた黄信も仲間に入り、花栄の家族を救出するため清風塞を襲撃、この時鄭天寿は、官軍の襲撃に備えて留守番を務めた。その後、青州知事が都に討伐隊派遣を要請したため、宋江の進言でより防衛に適した梁山泊と合流を決意する。途中わけあって宋江は抜けるが、鄭天寿たちは晁蓋に出迎えられ、梁山泊入りを果たした。
その後、江州に流されていた宋江が無実の罪で処刑されかかっているのを知り、その刑場破りに参加する。以降はほとんど、梁山泊の入り口付近の守備を担当、防衛戦と北京攻略以外には参加せず、かつての仲間が参加した因縁の青州攻めにも参加しなかった。百八星集結後は歩兵軍将校の一人に任命され、このころから戦場に出る機会も多くなり、官軍との戦いでは水夫に変装して敵水軍を襲撃、敵将の一人を捕らえる活躍をした。朝廷に帰順した後も歩兵軍の一人としてよく働いたが、方臘討伐戦の宣州攻めで、敵が城壁から飛ばしてきたひき臼が直撃、これが致命傷となって陣中に戻った後、死亡した。